# شفق سزر
شفق سزر (انگلیسی: Şafak Sezer؛ زادهٔ ۱۰ اکتبر ۱۹۷۰) بازیگر، نویسنده، کارگردان اهل ترکیه است. وی از سال ۱۹۸۹ میلادی تاکنون مشغول فعالیت بوده‌است.
از فیلم‌ها یا برنامه‌های تلویزیونی که وی در آن نقش داشته‌است می‌توان به ویزیون تله، G.O.R.A. اشاره کرد.